# Nikolaj Sergejevič Korotkov
Nikolaj Sergejevič Korotkov (26. února 1874, Kursk – 14. března 1920, Petrohrad) byl ruským chirurgem, průkopníkem cévní chirurgie a jedním z vynálezců auskultační techniky měření krevního tlaku. Zavedl do praxe fonendoskop a bylo tak možno odečítat hodnoty tlaku systolického i diastolického.

## Život
Nikolaj Korotkov se narodil 26. února 1874 v Kursku v rodině obchodníka. Po absolvování gymnázia byl v roce 1893 přijat na lékařskou fakultu univerzity v Charkově, o dva roky později však přestoupil na Moskevskou univerzitu, kde v roce 1898 svá studia s vyznamenáním ukončil. Byl jmenován stálým asistentem profesora A. A. Bobrova na chirurgické klinice Moskevské univerzity.
Korotkov opustil místo na klinice, aby sloužil v ruských ozbrojených silách na Dálném východě během Boxerského povstání v Číně v roce 1900. Byl přidělen k červenému kříži do skupiny spadající pod doktora Alexinského (žáka profesora Bobrova). Cesta na Dálný východ vyžadovala náročný přesun Transsibiřskou magistrálou přes Irkutsk do Vladivostoku. Zpět do Moskvy se Korotkov vracel přes Japonsko, Singapur, Ceylon, Suezský průplav a černomořskou Feodosiji. Korotkov byl vyznamenán Řádem svaté Anny za „výjimečně horlivou pracovitost v pomoci zraněným a nemocným vojákům“.
Po svém návratu Korotkov zaměřil svůj zájem k akademické činnosti a přeložil monografii Eduarda Alberta "Die Chirurgische Diagnostik" z německého do ruského jazyka. V roce 1903 byl doktor Sergej Federov jmenován profesorem chirurgie na Vojenské lékařské akademii v Petrohradě a přizval Korotkova jako svého asistenta. Během Rusko-japonské války v letech 1904–1905 pobýval Korotkov v Charbinu v Mandžusku, kam odešel i se svou ženou, která pracovala jako zdravotní sestra ve službách Červeného kříže. Jako vedoucí chirurg se začal zabývat cévní chirurgií a sbíral případy pro svou doktorskou práci, ve které ze 44 případů pocházelo 41 pacientů z doby jeho působení v Charbinu. Právě tam došel k závěru, že výsledky operací cév jsou značně závislé na tlaku krve, který dokázal měřit novým způsobem, pomocí fonendoskopu.  V roce 1905 se manželům Korotkovovým narodil syn Sergej, který se stal také lékařem.
Po návratu do Petrohradu v dubnu 1905 se Korotkov chystal k obhajobě své doktorské práce, ovšem byl to krátký článek pro Vojenskou lékařskou akademii v roce 1905, který mu zajistil věhlas. Technika měření krevního tlaku byla zaznamenána na necelé jedné stránce (pouhých 281 slov) v univerzitním zpravodaji Izvestie Imp. Voiennomedicinskoi Akademii:
„Riva-Rocciho manžetu umístíme ve střední třetině paže. Tlak v manžetě rychle zvýšíme až je zcela zastaven krevní oběh pod manžetou. Poté necháme rtuť v manometru klesat naslouchaje k tepně níže pod manžetou dětským stetoskopem. Zpočátku není slyšet žádný zvuk. S poklesem rtuti v manometru na jistou hladinu se objeví první krátké zvuky - jejich přítomnost značí částečný průtok krve pod manžetou. Značka manometru, u které se objeví první zvuky, odpovídá maximálnímu tlaku krve. S dalším poklesem rtuti v manometru slyšíme systolické šumy, které přecházejí znovu v tóny. Nakonec všechny zvuky vymizí. Čas vymizení zvuků značí volný průchod pulzní vlny; jinými slovy v momentě vymizení zvuků nejnižší tlak v tepně převýší tlak v manžetě. To značí, že manometrická značka odečtená v této chvíli odpovídá minimálnímu tlaku krve.“
Kritické poznámky Korotkovových oponentů byly konfrontovány o měsíc později na půdě Carské vojenské akademie, kde Korotkov demonstrací na zvířecím modelu podpořil svou teorii, že zvuky, které popsal vznikají v místě měření a nikoliv v srdci. Získal pochvalu od profesora M. V. Janovského, který řekl: „Korotkov si povšiml a moudře využil fenomén, který mnozí pozorovatelé před ním přehlédli.“ Janovský a jeho žáci ověřili přesnost techniky a popsali jednotlivé fáze auskultačních zvuků a tato technika vešla ve známost jako metoda Korotkovova-Janovského.
Nikolaj Korotkov v letech 1908–1909 působil jako lékař a vědec ve Vitimsko-Olekminské těžební oblasti na Sibiři. Nakrátko se vrátil do Petrohradu, kde získal doktorát v roce 1910. Titul dizertační práce zněl: Pokusy s rozpoznáváním vydatnosti tepenných kolaterál. Sloužil dále jako chirurg ošetřující dělníky ve zlatých dolech v povodí řeky Leny. Zde se stal svědkem carské krutosti a byl hluboce zasažen vraždou neozbrojených stávkujících horníků v roce 1912. Po návratu do Petrohradu a během první světové války byl chirurgem v Charitě pro zmrzačené vojáky v Carském Sele. Uvítal Říjnovou revoluci, po které se stal vedoucím chirurgem v Mečnikově nemocnici v Petrohradu a působil zde až do své smrti v březnu 1920, kdy podlehl plicní tuberkulóze.